# Monastère Saint-André de Clerlande
Pour les articles homonymes, voir Monastère Saint-André.
Le monastère Saint-André de Clerlande est un prieuré bénédictin situé à Ottignies-Louvain-la-Neuve, en Belgique. Il a été fondé en 1970 par l'abbaye Saint-André de Zevenkerken.
La communauté de Clerlande a essaimé en envoyant un petit groupe au Congo en 1978. 

## Situation géographique
Le monastère Saint-André de Clerlande est situé à Ottignies-Louvain-la-Neuve, en Belgique, dans le Brabant wallon.

## Historique

### Contextes linguistique et religieux
Les lois linguistiques en vigueur en Belgique à partir de 1962 radicalisent les appartenances culturelles et entrainent un changement profond dans la forme de présence que souhaite avoir l'abbaye Saint-André dans la région de Bruges. Jusqu’alors sa communauté était internationale, en partie grâce aux fondations monastiques et missionnaires faites sur trois continents différents.
À cela s’ajoute le souffle nouveau apporté par le concile Vatican II (1962-1965)  qui permet d’envisager une vie monastique bénédictine plus souple et dans un cadre plus simple et dépouillé que celui d’une grande abbaye : un renouvellement liturgique y serait plus facilement accepté.  
Le transfert de la partie francophone de l’université catholique de Louvain dans un domaine d’Ottignies (appelé bientôt Louvain-la-Neuve) offre une opportunité. Une triple invitation est reçue à l’abbaye Saint-André : l’université de Louvain, l'archidiocèse de Malines-Bruxelles et les autorités civiles d’Ottignies souhaitent une présence monastique près du nouveau campus de l’université.  

### Fondation
En 1966, un premier groupe de moines venus de l'abbaye Saint-André de Zevenkerken s'installe dans des locaux provisoires. En 1970, des bâtiments adaptés à une vie monastique moderne telle que souhaitée par le concile sont construits au cœur du bois de Lauzelle : chapelle, locaux de communauté et hôtellerie de conception simple et fonctionnelle.
Un deuxième groupe de moines rejoint les premiers en 1970, c’est la date officielle de fondation du prieuré Saint-André de Clerlande.

### Essaimage
La communauté de Clerlande a compté une vingtaine de moines. Fidèle à la tradition missionnaire reçue de l'abbaye Saint-André, elle a alors envoyé un petit groupe de moines au Congo. C’est le prieuré de Mambré établi en 1978 à Ngombe-Lutendele dans la banlieue de Kinshasa.